# Kantatie 93
Pour les articles homonymes, voir Route 93.
La route principale 93 (en finnois : Kantatie 93 est une route principale allant de Palojoensuu à Kivilompolo en Finlande.

## Description
La route 93 se sépare de la route 21 à Palojoensuu, va vers l'est jusqu'à Hetta et tourne vers le nord jusqu'à Kivilompolo, où elle se termine à la frontière entre la Finlande et la Norvège.
Du côté norvégien, la route continue en route européenne 45 par Kautokeino jusqu'à Alta.

## Parcours
La route parcourt les municipalités suivantes :
- Palojoensuu
- Hetta
- Kivilompolo